# London Hilton on Park Lane Hotel
Ne doit pas être confondu avec Sheraton Grand London Park Lane Hotel.
Le London Hilton on Park Lane Hotel est un gratte-ciel de 101 mètres de hauteur construit à Londres au Royaume-Uni en 1963. Il abrite un hôtel de 512 chambres de la chaine Hilton.
Les architectes sont l'agence William Tabler et l'agence Lewis Solomon, Kaye & Partners.
À sa construction en 1963 c'était l'un des plus hauts bâtiments du Royaume-Uni.